# Nathan Hale State Forest

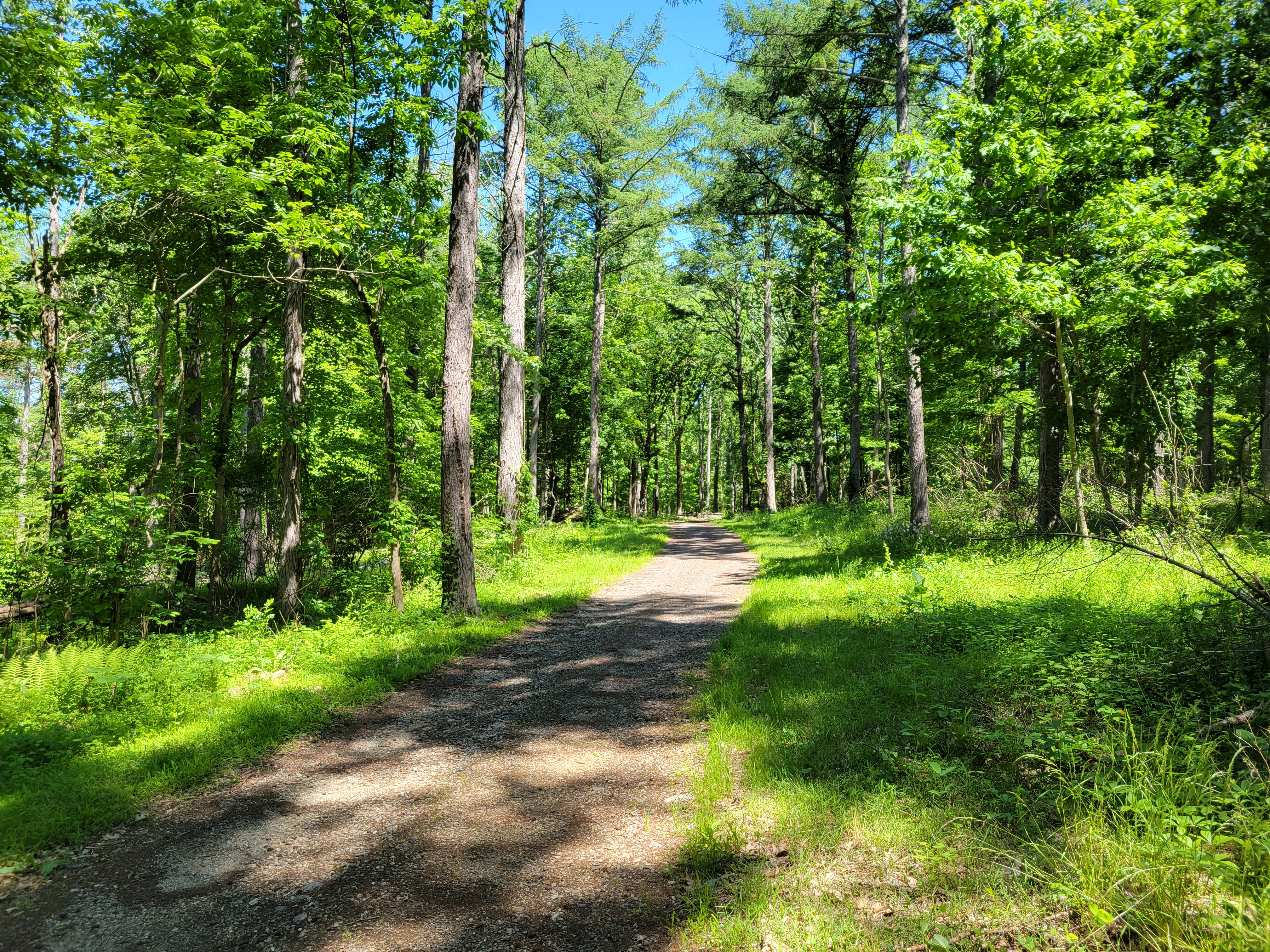
Nathan Hale State Forest, Coventry Connecticut

Nathan Hale State Forest ist ein State Forest im US-Bundesstaat Connecticut auf dem Gebiet der Gemeinde Coventry. Auf dem Gelände befinden sich auch die historischen Gebäude des Nathan Hale Homestead (Deacon Richard Hale House).
57 acres (23 ha) werden von der Gemeinde Coventry als Townpark (Creaser Park) genutzt.

## Name
Der Park ist nach Nathan Hale, einem amerikanischen Spion und Freiheitshelden, benannt. Auf dem Gebiet des Parks befinden sich historische Gebäude (Nathan Hale Homestead), die der Familie des Freiheitskämpfers gehört hatten. George Dudley Seymour, ein Jurist aus New Haven, war fasziniert von der Geschichte und erwarb 1914 die ersten Landstücke und Gebäude, um sie für die Öffentlichkeit zu erhalten. 1941 ging das Land an den Staat über.
Creaser Park war ursprünglich eine Milchfarm. Später wurde sie als Veranstaltungsort für Jugendcamps benutzt und nach einem langjährigen Platzwart benannt.

## Geographie
Insgesamt umfasst der State Forest 1500 acres (589 ha). Während sich der Forst westlich an die Gemeinde Coventry anschließt, bildet der Wangumbaug Lake die Ostgrenze der Gemeinde. Der Skungamauk River ist die Trennungslinie zwischen dem Creaser Park und dem eigentlichen State Forest. Im Creaser Park fließt ihm von rechts und Norden der Hemlock Brook zu. Er durchquert den Park im nördlichen Abschnitt und fließt von Osten nach Westen zum Hop River. Der Hop River selbst wendet sich bald darauf nach Osten und nimmt südlich des Parks noch den Bear Swamp Brook und den Rufus Brook auf, die aus dem Forst nach Süden fließen. Im Tal des Hop River verläuft auch der Hop River State Park Trail.
Die höchsten Erhebungen im Park steigen westlich des Bear Swamp auf 188 m (620 ft) über dem Meer an. Das Gebiet, welches Seymour ursprünglich erworben hatte, ist dadurch markiert, dass an den Grenzen Hemlocktannen und Weiße Scheinzypresse gepflanzt sind.

## Freizeitmöglichkeiten
Vor allem Creaser Park ist ein beliebtes Naherholungsziel für die Bewohner von Coventry. es gibt ein gut ausgebautes Netz von Wanderwegen. Darüber hinaus gibt es Möglichkeiten zum Angeln, Jagen und Letterboxing.